# 弱同位旋
在粒子物理学中，弱同位旋是一个与弱相互作用相关联的量子数，类比了强相互作用中同位旋的观点。弱同位旋通常用T或I来表示，其第三分量则写作Tz、T3、Iz或I3。弱同位旋是对弱超荷的一个补充，其一起统一了弱相互作用和电磁相互作用。
弱同位旋守恒定律表明了弱同位旋第三分量T3的守恒：在所有弱相互作用过程中，T3必须守恒。T3也在其它已知相互作用中守恒，因此它是一个广泛守恒的量子数。因为这个缘故，T3是一个比T本身更重要的量子数，经常术语“弱同位旋”就代表着“弱同位旋第三分量”。

## 与手征性的关系
有着负手征性（又称为“左旋”）的费米子有T=1⁄2，并能够两两配对使T3=±1⁄2，这样的一对费米子在弱相互作用下表现相同。例如，上类夸克（u、c、t）有T3=+1⁄2，经常衰变为下类夸克：（d、s、b），带有T3=-1⁄2，或者是反过来。另一方面，一个夸克从来不会弱衰变为T和自己相同的夸克。对于左旋轻子也是这样，存在由T3=-1⁄2的带电轻子（e-、μ-、τ-）和T3=+1⁄2的中微子（νe、νμ、ντ）组成的对。
有着正手征性（又称“右旋”）的费米子有T=0，只能单个作为一组，不参与弱相互作用。
电荷Q，与弱同位旋T3，和弱超荷YW有关，关系式为：
{\displaystyle Q=T_{3}+{\frac {Y_{\mathrm {W} }}{2}}.}

## 弱同位旋与W玻色子
与弱同位旋相关的对称性是SU(2)。这一对称性需要能改变弱同位旋荷的玻色子：W+、W-和W0。这暗示W玻色子有T = 1，并且有不同值的T3。
- W+玻色子（T3 = +1）在过程{(T3 = +1⁄2) → (T3 = -1⁄2)}中被发射，
- W-玻色子（T3 = -1）在过程{(T3 = -1⁄2) → (T3 = +1⁄2)}中被发射，
- W0玻色子（T3 = 0）会在T3不变的过程中发射。然而，在电弱统一的框架下，W0玻色子会与弱超荷规范玻色子B混合，形成实际观测到的Z玻色子和量子电动力学中的光子。